# Lista över Irlands regenter
Lista över Irlands regenter omfattar de personer, som har varit ledare (statschef) för ön och sedermera staten Irland. Enligt tidigmedeltida legender har det funnits storkonungar (iriska: Ard Rí, engelska: High King), som har styrt över landet sedan 1500-talet f.Kr. eller kanske till och med så tidigt som 1900-talet f.Kr. Numera avskrivs dessa av forskarna dock som legender och det är först från och med 400-talet e.Kr. som det möjligtvis ligger något verklighetsbaserat bakom de legendariska namnen. Dessutom är det först från och med 800-talet, som storkonungarna är säkerställt historiska. De personer, som sägs ha innehaft posten innan dess anses numera vara en blandning av fakta, legender, sagor och propaganda, i ett försök av senare tiders regenter och krönikeskrivare att sträcka den politiska enigheten på ön så långt tillbaka som möjligt. Dessutom omnämns inte titeln i tidig irländsk lag, så före 800-talet är det anakronistiskt att tala om storkonungar. Listan över historiska storkonungar inleds därför med Máel Sechnaill mac Máele Ruanaids tillträde 846.
I annalerna beskrivs senare storkonungar ofta som rígh Érenn co fressabra ("Kungar av Irland med opposition"), vilket syftar på den instabilitet, som drabbade storkonungaskapet efter Máel Sechnaill mac Domnaills död 1022. Han hade blivit avsatt av Brian Boru 1002, men återinsatt 1014 efter Brians död. Sådana avsättningar blev dock mycket vanliga under återstoden av 1000-talet och 1100-talet och titeln storkonung avskaffades i slutet av 1100-talet, efter den normandiska invasionen av Irland från England 1171. Den siste, som utnämndes till storkonung av Irland var Ruaidrí Ua Conchobair 1166. Han fick dock titeln kung av Irland i ett försök att verkligen skapa ett enat irländskt kungadöme på ön, vilket dock misslyckades på grund av den engelska invasionen.
Den dåvarande engelske kungen Henrik II lät inrätta Herredömet Irland (engelska: Lordship of Ireland) och därmed också skapa titeln Herre över Irland (engelska: Lord of Ireland) och gav den till sin son Johan 1177. När Johans äldre bror Rikard Lejonhjärta dog 1199 fann sig Johan vara kung av England och därigenom kom de engelska regenterna att inneha titeln fram till 1500-talet. Genom den irländska kronakten (1542) avskaffades titeln av det irländska parlamentet och den dåvarande engelske kungen Henrik VIII blev istället kung av Irland (engelska: King of Ireland). Därmed avskaffades också herredömet och Kungariket Irland (engelska: Kingdom of Ireland) bildades. De engelska regenterna fortsatte som Irlands regenter, så även när England och Skottland förenades i personalunion under Jakob I 1603.
1707 gick England och Skottland även i realunion och bildade Kungariket Storbritannien (engelska: Kingdom of Great Britain). Kungariket Irland skulle dock komma att kvarstå som ett eget rike i personalunion med Storbritannien i ytterligare ett århundrade. Genom unionsakterna (1800) sammanslogs kungarikena Storbritannien och Irland och bildade Förenade kungariket Storbritannien och Irland (engelska: United Kingdom of Great Britain and Ireland) varvid det irländska kungariket alltså upphörde att existera. Den nya staten existerade i denna form fram till början av 1900-talet, då, efter uppror från irländarnas sida, större delen av ön Irland den 6 december 1922 bröt sig loss från kungariket och bildade den Irländska fristaten (iriska: Saorstát Éireann, engelska: Irish Free State). Den brittiske monarken kvarstod dock formellt som Irlands statschef fram till 28 april 1949, då republiken Irland utropades och landet blev helt självständigt från Storbritannien. Redan ett årtionde tidigare (1938) hade dessutom Douglas Hyde blivit Irlands förste president.

## Historiska storkonungar (846–1198)
| Namn                             | Bild | Födelse | Tillträde                                                                    | Frånträde                                                        | Död                                                        | Källor |
| -------------------------------- | ---- | --- | ---------------------------------------------------------------------------- | ---------------------------------------------------------------- | ---------------------------------------------------------- | ------ |
| Máel Sechnaill mac Máele Ruanaid |      | Okänt födelsedatum                                                                                                | Storkonung 846                                                               | 27 november 862                                                  | 27 november 862                                            |        |
| Áed Findliath                    |      | Okänt födelsedatum son till Niall Caille och Gormflaith ingen Donnchada                                           | Storkonung vintern 862 efter Máel Sechnaill mac Máele Ruanaids död           | 879                                                              | 879                                                        |        |
| Flann Sinna                      |      | 847 eller 848 son till Máel Sechnaill mac Máele Ruanaid och Land ingen Dúngaile                                   | Storkonung 879 efter Áed Findliaths död                                      | 25 maj 916                                                       | 25 maj 916                                                 |        |
| Niall Glúndub                    |      | Okänt födelsedatum son till Áed Findliath och Máel Muire                                                          | Storkonung våren 916 efter Flann Sinnas död                                  | 14 september 919 stupad i ett slag mot vikingar vid Dublin       | 14 september 919 stupad i ett slag mot vikingar vid Dublin |        |
| Donnchad Donn                    |      | Okänt födelsedatum son till Flann Sinna och Gormlaith ingen Flann mac Conaing                                     | Storkonung hösten 919 efter Niall Glúndubs död                               | 944                                                              | 944                                                        |        |
| Congalach Cnogba                 |      | Okänt födelsedatum                                                                                                | Storkonung 944 efter Donnchad Donns död                                      | 956                                                              | 956                                                        |        |
| Domnall ua Néill                 |      | Okänt födelsedatum son till Muirchertach mac Néill                                                                | Storkonung 956 efter Congalach Cnogbas död                                   | 980                                                              | 980                                                        |        |
| Máel Sechnaill mac Domnaill      |      | Okänt födelsedatum                                                                                                | Storkonung 980 efter Domnall ua Néills död                                   | 1002 avsatt av Brian Boru                                        |                                                            |        |
| Brian Boru                       |      | Omkring 941 son till Cennétig mac Lorcáin och Bé Binn inion Urchadh                                               | Storkonung 1002 vid Máel Sechnaill mac Domnaills avsättning                  | 23 april 1014 stupad i slaget vid Clontarf på långfredagen       | 23 april 1014 stupad i slaget vid Clontarf på långfredagen |        |
| Máel Sechnaill mac Domnaill      |      | | Storkonung 1014 efter Brian Borus död                                        | 2 september 1022                                                 | 2 september 1022                                           |        |
| Donnchad mac Briain              |      | Okänt födelsedatum son till Brian Boru och Gormflaith ingen Murchada                                              | Storkonung med opposition hösten 1022 efter Máel Sechnaill mac Domnaills död | 1064 i Rom                                                       | 1064 i Rom                                                 |        |
| Diarmait mac Maíl na mBó         |      | Okänt födelsedatum son till Donnchad Máel na mBó och Aife                                                         | Storkonung med opposition 1064 efter Donnchad mac Briains död                | 7 februari 1072 i Odba                                           | 7 februari 1072 i Odba                                     |        |
| Toirdelbach Ua Briain            |      | 1009 son till Tadc mac Briain och Mór                                                                             | Storkonung med opposition våren 1072 efter Diarmait mac Maíl na mBós död     | 14 juli 1086 av sjukdom                                          | 14 juli 1086 av sjukdom                                    |        |
| Domnall Ua Lochlainn             |      | 1048 son till Artgar                                                                                              | Storkonung med opposition sommaren 1086 efter Toirdelbach Ua Briains död     | 10 februari 1121 i Derry                                         | 10 februari 1121 i Derry                                   |        |
| Muirchertach Ua Briain           |      | Omkring 1050 son till Toirdelbach Ua Briain                                                                       | Utropad till storkonung i opposition mot Domnall Ua Lochlainn 1101           | 10 mars 1119                                                     | 10 mars 1119                                               |        |
| Tairrdelbach Ua Conchobair       |      | 1088 son till Ruaidrí na Saide Buide och Mór                                                                      | Storkonung våren 1121 efter Domnall Ua Lochlainns död                        | 1156                                                             | 1156                                                       |        |
| Muirchertach Mac Lochlainn       |      | Okänt födelsedatum                                                                                                | Storkonung 1156 efter Tairrdelbach Ua Conchobairs död                        | 1166                                                             | 1166                                                       |        |
| Ruaidrí Ua Conchobair            |      | Okänt födelsedatum (första gången omnämnd 1136) son till Tairrdelbach Ua Conchobair och Derbforgaill Ní Lochlainn | Kung 1166 efter Muirchertach Mac Lochlainns död                              | Antingen avsatt av sin son 1186 eller fortsatt kung till sin död | 1198                                                       |        |
| Namn                             | Bild | Födelse | Tillträde                                                                    | Frånträde                                                        | Död                                                        | Källor |

### Senare omstridda pretendenter
I och med den normandiska invasionen av Irland 1171 avskaffades titeln "Storkonung" (Ruaidrí Ua Conchobair behöll titeln "Kung av Irland" till sin död) och de engelska regenterna tog över som "herrar av Irland". Under 1200- och 1300-talen framträdde dock två pretendenter, som försökte återupprätta titeln Storkonung. De fick dock inte stöd av Irlands menighet och blev därför kortvariga i sina anspråk.
| Namn             | Bild | Födelse                                                      | Tillträde                                     | Frånträde                                    | Död                                          | Källor |
| ---------------- | ---- | ------------------------------------------------------------ | --------------------------------------------- | -------------------------------------------- | -------------------------------------------- | ------ |
| Brian Ua Néill   |      | Okänt födelsedatum                                           | Utropad till storkonung 1258                  | 1260 stupad i slaget vid Druim-dearg         | 1260 stupad i slaget vid Druim-dearg         |        |
| Edubard a Briuis |      | Omkring 1280 son till Robert de Brus och Marjorie av Carrick | Utropad till storkonung i början av juni 1315 | 14 oktober 1318 stupad i slaget vid Faughart | 14 oktober 1318 stupad i slaget vid Faughart |        |
| Namn             | Bild | Födelse                                                      | Tillträde                                     | Frånträde                                    | Död                                          | Källor |

## Herrar över Irland (1177–1542)
Sedan den engelske kungen Henrik II hade invaderat Irland utropade han det till herredöme (engelska: Lordship) och gjorde sin andre son Johan till den förste innehavaren av titeln Herre över Irland (engelska: Lord of Ireland). Johan var inte arvinge till den engelska tronen – hans äldre bror Rikard blev kung av England efter fadern Henriks död 1189. Tio år senare (1199) dog emellertid Rikard utan arvingar, varför brodern Johan även blev kung av England. Titeln herre över Irland kom från och med då att bli en av de titlar kungen av England bar, till dess att den avskaffades 1542.
| Namn Svenska · Engelska                           | Bild | Födelse                                                                                                | Tillträde                                                      | Frånträde                                                                                                 | Död | Källor        |
| ------------------------------------------------- | ---- | --- | -------------------------------------------------------------- | --- | --- | ------------- |
| Johan utan land (John Lackland · Jean sans terre) |      | 24 december 1166 på slottet Beaumont Palace son till Henrik II och Eleonora av Akvitanien              | Herre över Irland i maj 1177                                   | 19 oktober 1216 i Newark-on-Trent antagligen av att ha förätit sig på persikor och druckit för mycket vin | 19 oktober 1216 i Newark-on-Trent antagligen av att ha förätit sig på persikor och druckit för mycket vin | [ 6 ]         |
| Henrik III (Henry of Winchester)                  |      | 1 oktober 1207 på slottet Winchester Castle son till Johan utan land och Isabella av Angoulême         | Herre över Irland 28 oktober 1216 efter Johan utan lands död   | 16 november 1272 i Westminsterpalatset                                                                    | 16 november 1272 i Westminsterpalatset                                                                    | [ 7 ]         |
| Edvard I (Edward [the] Longshanks)                |      | 17 juni 1239 i Westminsterpalatset son till Henrik III och Eleonora av Provence                        | Herre över Irland 20 november 1272 efter Henrik III:s död      | 7 juli 1307 i Burgh by Sands                                                                              | 7 juli 1307 i Burgh by Sands                                                                              | [ 8 ]         |
| Edvard II (Edward II)                             |      | 25 april 1284 på slottet Caernarfon Castle i Wales son till Edvard I och Eleonora av Kastilien         | Herre över Irland 7 juli 1307 vid Edvard I:s död               | 25 januari 1327 avsatt av parlamentet                                                                     | 21 september 1327 mördad genom tortyr på slottet Berkeley Castle                                          | [ 9 ] [ 10 ]  |
| Edvard III (Edward III)                           |      | 13 november 1312 på slottet Windsor Castle son till Edvard II och Isabella av Frankrike                | Herre över Irland 25 januari 1327 vid Edvard II:s avsättning   | 21 juni 1377 på slottet Sheen Palace                                                                      | 21 juni 1377 på slottet Sheen Palace                                                                      | [ 11 ]        |
| Rikard II (Richard II)                            |      | 6 januari 1367 i Bordeaux son till Edvard III:s son Edvard och Johanna av Kent                         | Herre över Irland 21 juni 1377 vid Edvard III:s död            | 29 september 1399 avsatt av Henrik Bolingbroke                                                            | 14 februari 1400 på slottet Pontefract Castle troligtvis av svält                                         | [ 12 ]        |
| Henrik IV (Henry [of] Bolingbroke)                |      | 3 april 1366 eller 1367 på slottet Bolingbroke Castle son till Johan av Gent och Blanche av Lancaster  | Herre över Irland 29 september 1399 vid Rikard II:s avsättning | 20 mars 1413 i kyrkan Westminster Abbey av sjukdom                                                        | 20 mars 1413 i kyrkan Westminster Abbey av sjukdom                                                        | [ 13 ] [ 14 ] |
| Henrik V (Henry V)                                |      | 16 september 1386 eller 9 augusti 1387 på slottet Monmouth Castle son till Henrik IV och Mary de Bohun | Herre över Irland 20 mars 1413 vid Henrik IV:s död             | 31 augusti 1322 på slottet i Vincennes utanför Paris i Frankrike av dysenteri                             | 31 augusti 1322 på slottet i Vincennes utanför Paris i Frankrike av dysenteri                             | [ 13 ] [ 15 ] |
| Henrik VI (Henry VI)                              |      | 6 december 1421 på slottet Windsor Castle son till Henrik V och Katarina av Valois                     | Herre över Irland 31 augusti 1422 vid Henrik V:s död           | 4 mars 1461 avsatt av Edvard IV                                                                           | | [ 16 ]        |
| Edvard IV (Edward IV)                             |      | 28 april 1442 i Rouen son till hertig Rikard av York och Cecily Neville                                | Herre över Irland 4 mars 1461 vid Henrik VI:s avsättning       | 2 oktober 1470 avsatt av Henrik VI                                                                        | | [ 17 ]        |
| Henrik VI (Henry VI)                              |      | | Herre över Irland 30 oktober 1470 efter Edvard IV:s avsättning | 11 april 1471 åter avsatt av Edvard IV                                                                    | 21 maj 1471 mördad i Towern i London troligen på Edvard IV:s order                                        | [ 16 ]        |
| Edvard IV (Edward IV)                             |      | | Herre över Irland 11 april 1471 vid Henrik VI:s avsättning     | 9 april 1483 på slottet Westminster Palace                                                                | 9 april 1483 på slottet Westminster Palace                                                                | [ 17 ]        |
| Edvard V (Edward V)                               |      | 2 november 1470 i Westminster son till Edvard IV och Elisabet Woodville                                | Herre över Irland 9 april 1483 vid Edvard IV:s död             | 25 juni 1483 avsatt av Rikard III                                                                         | 6 juli eller oktober 1483 troligen mördad av Rikard III i Towern                                          | [ 18 ]        |
| Rikard III (Richard III)                          |      | 2 oktober 1452 på slottet Fotheringhay Castle son till hertig Rikard av York och Cecily Neville        | Herre över Irland 25 juni 1483 vid Edvard V:s avsättning       | 22 augusti 1485 stupad i slaget vid Bosworth Field                                                        | 22 augusti 1485 stupad i slaget vid Bosworth Field                                                        | [ 19 ]        |
| Henrik VII (Henry VII)                            |      | 28 januari 1457 på slottet Pembroke Castle son till Edmund Tudor och Margaret Beaufort                 | Herre över Irland 22 augusti 1485 vid Rikard III:s död         | 21 april 1509 på slottet Richmond Palace                                                                  | 21 april 1509 på slottet Richmond Palace                                                                  | [ 20 ]        |
| Henrik VIII (Henry VIII)                          |      | 28 juni 1491 på slottet Greenwich Palace son till Henrik VII och Elizabeth av York                     | Herre över Irland 21 april 1509 vid Henrik VII:s död           | 23 januari 1542 titeln avskaffad och Henrik istället utnämnd till kung av Irland                          | | [ 21 ]        |
| Namn Svenska · Engelska                           | Bild | Födelse                                                                                                | Tillträde                                                      | Frånträde                                                                                                 | Död | Källor        |

## Kungar och regerande drottningar av Irland (1542–1801)
1541 utfärdade Irlands parlament den irländska kronakten (som trädde i kraft 1542), varigenom Herredömet Irland och titeln Herre över Irland avskaffades och ersattes av Kungariket Irland och Kung av Irland. Anledningen var, att Henrik VIII under 1530-talet hade brutit med påven och inlett reformationen. Många irländare kände nämligen, att påven var deras sanna överhuvud och "herren över Irland" bara var hans ställföreträdare, eftersom Henrik II på 1100-talet hade fått Irland som län av påven. Genom den nya titeln etablerades det dock, att den engelske regenten var Irlands överhuvud.
1603 fick England och Skottland samme kung (Jakob I) och han fortsatte också traditionen att de engelska regenterna skulle vara Irlands regenter. När de engelska och skotska kungadömena avskaffades under Oliver Cromwells tid skedde detsamma med Irland, som 1653–1660 utgjorde ett lordprotektorat, som ingick i det engelska samväldet. 1660 återupprättades monarkin i både England, Skottland och Irland och Karl II blev kung över alla tre länderna.
När England och Skottland förenades än starkare 1707 och bildade Kungariket Storbritannien gällde detta dock inte Irland, som fortsatte som ett eget kungarike i personalunion med Storbritannien fram till 1801.
| Namn Svenska · Engelska  | Bild | Födelse                                                                               | Tillträde                                                               | Frånträde                                          | Död                                                | Källor |
| ------------------------ | ---- | ------------------------------------------------------------------------------------- | ----------------------------------------------------------------------- | -------------------------------------------------- | -------------------------------------------------- | ------ |
| Henrik VIII (Henry VIII) |      |                                                                                       | Kung 23 januari 1542 efter att denna titel har ersatt Herre över Irland | 28 januari 1547 på slottet Whitehall Palace        | 28 januari 1547 på slottet Whitehall Palace        | [ 21 ] |
| Edvard VI (Edward VI)    |      | 12 oktober 1537 på slottet Hampton Court Palace son till Henrik VIII och Jane Seymour | Kung 28 januari 1547 vid Henrik VIII:s död                              | 6 juli 1553 på slottet Greenwich Palace av sjukdom | 6 juli 1553 på slottet Greenwich Palace av sjukdom | [ 22 ] |
| Namn Svenska · Engelska  | Bild | Födelse                                                                               | Tillträde                                                               | Frånträde                                          | Död                                                | Källor |

Omstridd pretendent
Edvard VI utnämnde Lady Jane Grey till sin tronföljare. Fyra dagar efter hans död den 6 juli 1553 utropades Jane till regerande drottning. Nio dagar efter utnämningen, den 19 juli, bytte det kungliga rådet (engelska the Privy Council) sida och utropade Edvard VI:s katolska halvsyster Maria till drottning istället. Jane avrättades 1554, vid 16 års ålder. Få historiker anser henne ha varit legitim som monark.
| Namn Svenska · Engelska                                                | Bild | Födelse                                                                                              | Tillträde                                                           | Frånträde                             | Död                                                   | Källor |
| ---------------------------------------------------------------------- | ---- | --- | ------------------------------------------------------------------- | ------------------------------------- | ----------------------------------------------------- | ------ |
| Jane Grey "Niodagarsdrottningen" (Lady Jane Grey, the Nine Days Queen) |      | Oktober 1537 på slottet i Bradgate Park dotter till hertig Henry Grey av Suffolk och Frances Brandon | Utropad till regerande drottning 10 juli 1553 efter Edvard VI:s död | 19 juli 1553 avsatt av kungliga rådet | 12 februari 1554 avrättad genom halshuggning i Towern | [ 23 ] |
| Namn Svenska · Engelska                                                | Bild | Födelse                                                                                              | Tillträde                                                           | Frånträde                             | Död                                                   | Källor |

| Namn Svenska · Engelska                      | Bild | Födelse                                                                                            | Tillträde                                                               | Frånträde                                                                                         | Död                                                                                               | Källor |
| -------------------------------------------- | ---- | -------------------------------------------------------------------------------------------------- | ----------------------------------------------------------------------- | ------------------------------------------------------------------------------------------------- | ------------------------------------------------------------------------------------------------- | ------ |
| Maria I (den blodiga) (Mary I / Bloody Mary) |      | 18 februari 1516 på slottet Greenwich Palace dotter till Henrik VIII och Katarina av Aragonien     | Utropad till regerande drottning 19 juli 1553 vid Jane Greys avsättning | 17 november 1558 på slottet St. James's Palace möjligen av en äggstockscysta eller livmodercancer | 17 november 1558 på slottet St. James's Palace möjligen av en äggstockscysta eller livmodercancer | [ 22 ] |
| Filip (Philip)                               |      | 21 maj 1527 i Valladolid i Spanien son till tysk-romerske kejsaren Karl V och Isabella av Portugal | "Kung" 25 juli 1554                                                     | 17 november 1558 vid Maria I:s död                                                                | 13 september 1598 i Escorial i Spanien                                                            | [ 24 ] |
| Namn Svenska · Engelska                      | Bild | Födelse                                                                                            | Tillträde                                                               | Frånträde                                                                                         | Död                                                                                               | Källor |

Enligt villkoren för äktenskapet mellan Filip I av Neapel (Filip II av Spanien från och med 15 januari 1556) och drottning Maria I, skulle Marias titlar och privilegier även tillfalla Filip så länge äktenskapet varade. Alla officiella dokument, inklusive lagar stiftade av parlamentet, skulle dateras med bådas namn och parlamentet skulle sammankallas under det gemensamma parets auktoritet. En parlamentslag gav honom titeln kung och sade att han "skall bistå hennes höghet ... i den lyckliga administrationen av hennes nåds land och områden" (engelska "shall aid her Highness ... in the happy administration of her Grace’s realms and dominions") (även om lagen på andra ställen angav, att Maria skulle vara "ensam drottning"). Oavsett skulle Filip samregera med sin gemål. Eftersom Englands nye kung inte kunde läsa engelska, beordrades det att en not över alla statsärenden skulle upprättas på latin eller spanska. Mynt präglades med både Marias och Filips ansikte och Englands riksvapen (se bild till höger) sammansattes med Filips för att visa på deras samregering. Lagar, som gjorde det till högförräderi att förneka Filips kungliga auktoritet instiftades i England och Irland. 1555 utfärdade påven Paulus IV en bulla där Filip och Maria erkändes som rättmätig kung respektive drottning av Irland.
| Namn Svenska · Engelska                                          | Bild | Födelse | Tillträde | Frånträde | Död                                                                     | Källor        |
| ---------------------------------------------------------------- | ---- | --- | --- | --- | ----------------------------------------------------------------------- | ------------- |
| Elisabet I "Jungfrudrottningen" (Elizabeth I, the Virgin Queen)  |      | 7 september 1533 på slottet Greenwich Palace dotter till Henrik VIII och Anne Boleyn                               | Regerande drottning 17 november 1558 vid Maria I:s död                                                                 | 24 mars 1603 på slottet Richmond Palace                                                                               | 24 mars 1603 på slottet Richmond Palace                                 | [ 22 ]        |
| Jakob I "Fredsmakarkungen" (James I, the Peacemaker King)        |      | 19 juni 1566 på slottet Edinburgh Castle son till Henry och Maria Stuart                                           | Kung 24 mars 1603 vid Elisabet I:s död                                                                                 | 27 mars 1625 på slottet Theobalds House                                                                               | 27 mars 1625 på slottet Theobalds House                                 | [ 33 ]        |
| Karl I (Charles I)                                               |      | 19 november 1600 på slottet Dunfermline Palace son till Jakob I och Anne av Danmark                                | Kung 27 mars 1625 vid Jakob I:s död                                                                                    | 30 januari 1649 avrättad genom halshuggning på slottet Whitehall Palace                                               | 30 januari 1649 avrättad genom halshuggning på slottet Whitehall Palace | [ 34 ]        |
| Oliver Cromwell (Oliver Cromwell, Old Ironsides)                 |      | 25 april 1599 i Huntingdon son till sir Robert Cromwell och Elizabeth Steward                                      | Lordprotektor 16 december 1653                                                                                         | 3 september 1658 i Whitehall                                                                                          | 3 september 1658 i Whitehall                                            | [ 35 ] [ 36 ] |
| Richard Cromwell (Richard Cromwell, Tumbledown Dick)             |      | 4 oktober 1626 i Huntingdon son till Oliver Cromwell och Elizabeth Bourchie                                        | Lordprotektor 3 september 1658 vid Oliver Cromwells död                                                                | 25 maj 1659 abdikerad efter påtryckningar från parlamentet                                                            | 12 juli 1712 i Cheshunt                                                 | [ 37 ] [ 38 ] |
| Karl II (Charles II, the Merrie Monarch)                         |      | 29 maj 1630 på slottet St. James's Palace son till Karl I och Henrietta Maria av Frankrike                         | Erkänd som kung av rojalister 30 januari 1649 vid Karl I:s avrättning Kung 29 maj 1660 vid den engelska restaurationen | 6 februari 1685 på slottet Whitehall Palace                                                                           | 6 februari 1685 på slottet Whitehall Palace                             | [ 39 ] [ 40 ] |
| Jakob II (James II)                                              |      | 14 oktober 1633 på slottet St. James's Palace son till Karl I och Henrietta Maria av Frankrike                     | Kung 6 februari 1685 vid Karl II:s död                                                                                 | 23 december 1688 avsatt under den ärorika revolutionen                                                                | 16 september 1701 på slottet i Saint-Germain-en-Laye                    | [ 41 ]        |
| Maria II (Mary II)                                               |      | 30 april 1662 på slottet St. James's Palace dotter till Jakob II och Anne Hyde                                     | Regerande drottning och samregent med sin make Vilhelm III 13 februari 1689 efter Jakob II:s avsättning                | 28 december 1694 på slottet Kensington Palace                                                                         | 28 december 1694 på slottet Kensington Palace                           | [ 41 ]        |
| Vilhelm III Vilhelm av Oranien (William III / William of Orange) |      | 4 november 1650 i Haag i Nederländerna son till ståthållaren Vilhelm II av Oranien och prinsessan Maria av Oranien | Kung och samregent med sin maka Maria II 13 februari 1689 efter Jakob II:s avsättning                                  | 8 mars 1702 på slottet Kensington Palace                                                                              | 8 mars 1702 på slottet Kensington Palace                                | [ 42 ] [ 43 ] |
| Anna (Anne)                                                      |      | 6 februari 1665 på slottet St. James's Palace dotter till Jakob II och Anne Hyde                                   | Regerande drottning 8 mars 1702 vid Vilhelm III:s död                                                                  | 1 augusti 1714 på slottet Kensington Palace                                                                           | 1 augusti 1714 på slottet Kensington Palace                             | [ 44 ] [ 45 ] |
| Georg I (George I)                                               |      | 28 maj 1660 på slottet Leineschloss i Hannover son till kurfurst Ernst August av Hannover och Sofia av Pfalz       | Kung 1 augusti 1714 vid Annas död                                                                                      | 11 juni 1727 i Osnabrück                                                                                              | 11 juni 1727 i Osnabrück                                                | [ 46 ] [ 47 ] |
| Georg II (George II)                                             |      | 30 oktober 1683 på slottet i Herrenhausen i Hannover son till Georg I och Sofia Dorotea av Celle                   | Kung 11 juni 1727 vid Georg I:s död                                                                                    | 25 oktober 1760 på slottet Kensington Palace                                                                          | 25 oktober 1760 på slottet Kensington Palace                            | [ 48 ] [ 49 ] |
| Georg III (George III)                                           |      | 4 juni 1738 i kungliga residenset Norfolk House son till Georg II:s son Fredrik och Augusta av Sachsen-Gotha       | Kung 25 oktober 1760 vid Georg II:s död                                                                                | 1 januari 1801 då kungariket Irland avskaffas och landet blir en del av Förenade kungariket Storbritannien och Irland |                                                                         | [ 50 ] [ 51 ] |
| Namn Svenska · Engelska                                          | Bild | Födelse | Tillträde | Frånträde | Död                                                                     | Källor        |

## Kungar och regerande drottning av det förenade kungariket (1801–1922)
Genom unionsakterna (utfärdade 1800) förenades Kungariket Irland från och med 1 januari 1801 med Kungariket Storbritannien och de båda länderna bildade därmed Förenade kungariket Storbritannien och Irland. Därmed var kung (eller regerande drottning) av detta land den enda titel monarkerna hade från och med 1801. På Irland grodde dock missnöjet och uppror förekom vid flera tillfällen, varav det mest kända torde vara Påskupproret 1916. Den 6 december 1922 utropades Irland till en självständig stat, den så kallade Irländska fristaten. Den brittiske monarken skulle dock formellt komma kvarstå som Irlands statschef till 1949.
| Namn Svenska · Engelska | Bild | Födelse | Tillträde | Frånträde                                                             | Död                                                                   | Källor        |
| ----------------------- | ---- | --- | --- | --------------------------------------------------------------------- | --------------------------------------------------------------------- | ------------- |
| Georg III (George III)  |      | | Kung 1 januari 1801 då Förenade kungariket Storbritannien och Irland bildas                                           | 29 januari 1820 på slottet Windsor Castle                             | 29 januari 1820 på slottet Windsor Castle                             | [ 50 ] [ 51 ] |
| Georg IV (George IV)    |      | 12 augusti 1762 på slottet St. James's Palace son till Georg III och Charlotte av Mecklenburg-Strelitz              | Regent 5 februari 1811 då Georg III omyndigförklarades på grund av galenskap Kung 29 januari 1820 vid Georg III:s död | 26 juni 1830 i Windsor i Berkshire                                    | 26 juni 1830 i Windsor i Berkshire                                    | [ 52 ] [ 53 ] |
| Vilhelm IV (William IV) |      | 21 augusti 1765 på slottet Buckingham Palace son till Georg III och Charlotte av Mecklenburg-Strelitz               | Kung 26 juni 1830 vid Georg IV:s död                                                                                  | 20 juni 1837 på slottet Windsor Castle                                | 20 juni 1837 på slottet Windsor Castle                                | [ 54 ] [ 55 ] |
| Viktoria (Victoria)     |      | 24 maj 1819 på slottet Kensington Palace dotter till Georg III:s son Edvard och Viktoria av Sachsen-Coburg-Saalfeld | Regerande drottning 20 juni 1837 vid Vilhelm IV:s död                                                                 | 22 januari 1901 på kungliga residenset Osborne House på Isle of Wight | 22 januari 1901 på kungliga residenset Osborne House på Isle of Wight | [ 56 ] [ 57 ] |
| Edvard VII (Edward VII) |      | 9 november 1841 på slottet Buckingham Palace son till drottning Viktoria och Albert av Sachsen-Coburg-Gotha         | Kung 22 januari 1901 vid Viktorias död                                                                                | 6 maj 1910 på slottet Buckingham Palace                               | 6 maj 1910 på slottet Buckingham Palace                               | [ 58 ] [ 59 ] |
| Georg V (George V)      |      | 3 juni 1865 på residenset Marlborough House son till Edvard VII och Alexandra av Danmark                            | Kung 6 maj 1910 vid Edvard VII:s död                                                                                  | 6 december 1922 då den Irländska fristaten utropas                    |                                                                       | [ 60 ] [ 61 ] |
| Namn Svenska · Engelska | Bild | Födelse | Tillträde | Frånträde                                                             | Död                                                                   | Källor        |

## Kungar av Irland (1922–1949)
Eftersom Irland lösgjordes från det förenade kungadömet den 6 december 1922 förlorade den brittiske monarken överhögheten över Irland i egenskap av Storbritanniens regent. Dock var Irland fortfarande monarki och den brittiske monarken innehade fortfarande posten som Irlands kung. Efter att sedan 1801 ha varit en del av Storbritannien var Irland nu emellertid återigen ett eget kungarike i personalunion med Storbritannien. Eftersom inte hela Irland hade lösgjorts (de sex nordligaste grevskapen var fortfarande en del av Storbritannien) ändrades namnet den 12 april 1927 till Förenade kungariket Storbritannien och Nordirland. Genom statuterna i Westminster (1931) bestämdes det, i det brittiska parlamentet, att det enbart var kungen av Irland, som hade makt över fristaten, och inte kungen av Storbritannien (även om de båda titlarna råkade innehas av samma person). Denna ordning kvarstod fram till 28 april 1949, då republiken Irland utropades och alla former av union mellan Storbritannien och Irland avskaffades. Därefter har Irlands president varit landets statschef.
| Namn Svenska · Engelska   | Bild | Födelse                                                                            | Tillträde                                               | Frånträde                                                             | Död                                             | Källor        |
| ------------------------- | ---- | ---------------------------------------------------------------------------------- | ------------------------------------------------------- | --------------------------------------------------------------------- | ----------------------------------------------- | ------------- |
| Georg V (George V)        |      |                                                                                    | Kung 6 december 1922 då den Irländska fristaten utropas | 20 januari 1936 på residenset Sandringham House                       | 20 januari 1936 på residenset Sandringham House | [ 60 ] [ 61 ] |
| Edvard VIII (Edward VIII) |      | 23 juni 1894 på residenset White Lodge son till Georg V och Mary av Teck           | Kung 20 januari 1936 vid Georg V:s död                  | 11 december 1936 abdikerad för att kunna gifta sig med Wallis Simpson | 28 maj 1972 i Bois de Boulogne i Paris          | [ 62 ] [ 63 ] |
| Georg VI (George VIII)    |      | 14 december 1895 på residenset Sandringham House son till Georg V och Mary av Teck | Kung 11 december 1936 vid Edvard VIII:s abdikation      | 28 april 1949 då Irland utropas till en helt självständig republik    | 6 februari 1952 på residenset Sandringham House | [ 64 ] [ 65 ] |
| Namn Svenska · Engelska   | Bild | Födelse                                                                            | Tillträde                                               | Frånträde                                                             | Död                                             | Källor        |

## Irlands presidenter (1938–)
När den irländska fristaten hade bildats 1922 utnämndes en irländsk generalguvernör, som skulle vara monarkens ställföreträdare. Denna post ersattes 1938 av en president, som fram till 1949 alltså var ställföreträdare för monarken, men sedan dess har varit Irlands statschef.
| Namn | Namn                      | Bild                                                  | Födelse                                    | Tillträde        | Frånträde                 | Död                       | Politisk tillhörighet | Källor |
| ---- | ------------------------- | ----------------------------------------------------- | ------------------------------------------ | ---------------- | ------------------------- | ------------------------- | --------------------- | ------ |
|      | Douglas Hyde              |                                                       | 17 januari 1860 i Castlerea                | 25 juni 1938     | 24 juni 1945              | 12 juli 1949 i Dublin     | Opolitisk             |        |
|      | Seán T. O'Kelly           |                                                       | 25 augusti 1882 i Dublin                   | 25 juni 1945     | 24 juni 1959              | 23 november 1966 i Dublin | Fianna Fáil           |        |
|      | Éamon de Valera           |                                                       | 14 oktober 1882 i New York i USA           | 25 juni 1959     | 24 juni 1973              | 29 augusti 1975 i Dublin  | Fianna Fáil           |        |
|      | Erskine Hamilton Childers | Minnesstatyett över Childers i Sankt Pauls-katedralen | 11 december 1905 i London i Storbritannien | 25 juni 1973     | 17 november 1974 i Dublin | 17 november 1974 i Dublin | Fianna Fáil           |        |
|      | Cearbhall Ó Dálaigh       |                                                       | 12 februari 1911 i Bray                    | 19 december 1974 | 22 oktober 1976           | 21 mars 1978 i Dublin     | Opolitisk             |        |
|      | Patrick Hillery           |                                                       | 22 maj 1923 i Spanish Point                | 3 december 1976  | 2 december 1990           | 12 april 2008 i Dublin    | Fianna Fáil           |        |
|      | Mary Robinson             |                                                       | 21 maj 1944 i Ballina                      | 3 december 1990  | 12 september 1997         |                           | Labour Party          |        |
|      | Mary McAleese             |                                                       | 27 juni 1951 i Belfast                     | 11 november 1997 | 11 november 2011          |                           | Oberoende Fianna Fáil |        |
|      | Michael D. Higgins        |                                                       | 18 april 1941 i Limerick                   | 11 november 2011 |                           |                           | Labour Party          |        |
| Namn | Namn                      | Bild                                                  | Födelse                                    | Tillträde        | Frånträde                 | Död                       | Politisk tillhörighet | Källor |